# 戊戌变法
戊戌變法，又名百日维新、戊戌維新，指的是中国清朝光緒二十四年（公元1898年）夏秋之际发生的短暫政治改革運動，變法最初由慈禧太后默許、光緒皇帝主導，深入經濟、軍事、政治及官僚制度等多個層面，目的是使中國走上君主立憲的道路。然而後期改革過於激烈，加上光緒皇帝有意通過維新派奪回權力，且有維新派首領康有為建議將慈禧太后囚禁、暗殺等傳聞，加上以慈禧為首的清朝當權保守勢力擔心變法中的計划最終會導致中國被日本和英國瓜分，步上朝鮮乙未事變的後塵，因而發動了戊戌政變，戊戌變法僅經歷了103日就告終。維新派首領康有為逃往天津，梁啟超逃入日本驻北京大使馆，譚嗣同等維新人士陸續被捕殺害，光緒帝則被軟禁於中南海瀛臺，慈禧重新當政，引發了民間輿論轉向支持孫文和黃興等更為激烈的革命主張，即推翻帝制，建立共和。

## 背景
1840年鴉片戰爭戰敗後，清朝与世界的關係日益紧密。接踵而至的內憂外患，迫使清政府及一眾知識分子醒覺到必須要改變以自強。同治年間（1861年）開始，清政府進行洋務運動，希望能夠以「師夷長技以制夷」的方式，改良生產技術。全國各地先後引入了外國新科技，開設礦業、工廠，建設鐵路及架設電報網，培訓技術人材；在軍事上亦建立了遠東最具規模的海軍——北洋水師。
1895年，清朝在甲午戰爭败给日本，北洋水師全軍覆沒。大清因此割讓了臺灣及澎湖列島，賠款二萬萬三仟萬兩銀即二億三仟萬兩白銀。証明了洋務運動未能根本地改變清朝落後的境况。於是涌现出了要求從更基本層面，包括政治體制上，進行變法維新的聲音。

### 公車上書

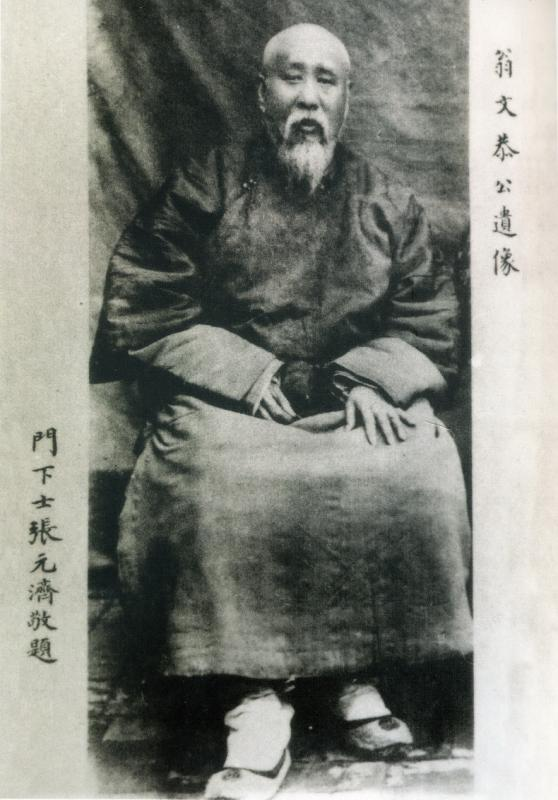
翁同龢曾經支持康有為和梁啟超兩人發起的強學會，但是戊戌變法進入第5日，慈禧要求光緒下令免去他的協辦大學士及軍機大臣等職務，逐回原籍

變法維新的要求開始於1895年於北京發生公車上書。當時齊集在北京參與科舉會試的各省舉人收到《馬關條約》中，中國割去臺灣及遼東，並且向日本賠款白銀兩萬萬兩的消息，一時間群情激動。4月，康有為和梁啟超作出呈上皇帝的萬言書，提出「拒和、遷都、練兵、變法」的主張，得到多人連署。5月2日，二人、十八省舉人及數千北京官民，集合在都察院門前要求代奏光緒帝。進京參加會試的舉人是由各省薦派，依照汉代孝廉乘公家馬車赴京師接受考核之惯例，對「舉人進京參加會試」又俗稱為「公车」，故稱「公車上書」。雖然公車上書在當時沒有得到直接實質的效果，但是卻形成了國民問政的風氣，之後亦催生了各式各樣不同的議政團體。當中由康有為和梁啟超二人發起的強學會最為聲勢浩大，一度得到帝師翁同龢和湖廣總督張之洞等清朝高級官員的支持。

### 變法醞釀
1897年底，發生山東曹州教案，兩名德國傳教士被殺。德國乘機侵佔膠州灣（今青島），俄國同時進佔旅順大連，法國進佔廣州灣（今廣東湛江），英國進佔山東威海，並且要求拓展九龍及新界。
1898年（戊戌年），康有為多番上書要求推行新政，但是康有為非四品官，無權力上書皇帝。1月29日，经張蔭桓推荐，康有為的奏摺首次由总理各国事务衙门轉呈光緒，光緒命令允許康有為隨時上書。於同日，康有為第6次上書。2月，康有為第7次上書，再次建議皇帝效仿彼得大帝和明治天皇的改革，並且呈上他自己的著作《日本變政考》和《俄大彼得變政記》和其他有關各國改革的書籍。皇帝之後每日閱讀，並將康有為的著作呈覽給慈禧。康有為的書加強了光緒帝對改革的決心。
5月29日，恭親王奕訢去世，死前對光緒說：「聞廣東舉人康有為等主張變法，請皇上慎思，不可輕信小人。」他逝世兩日後，康有為以御史楊深秀名義呈上奏摺，請求明定國是。6月6日，徐致靖上書《請明定國是疏》（康有為代擬）請求光緒帝正式改變舊法，實施新政。
1894年末，譚嗣同給其師歐陽中鵠寫信談及改革路徑，具體到改革經費的籌措時，譚嗣同說：「試為今之時勢籌之，已割之地不必論矣。益當盡賣新疆於俄羅斯，盡賣西藏於英吉利，以償清二萬萬之欠款。以二境方數万里之大，我之力終不能守，徒為我之累贅，而賣之則不止值二萬萬，仍可多取值為變法之用，兼請英俄保護中國十年」，認為蒙古、新疆、西藏、青海「毫無利於中國」，不如賣掉「供變法之用」。
康有為在戊戌年前後，也有將西藏、新疆等地賣給列強的想法。據翰林院編修夏孫桐在《書孫文正公事》中記載，朝廷重臣孫家鼐曾質問康有為的新政構想「萬端並起」，經費將如何籌措；康有為的回答是：把西藏賣給英國，「可得善價供新政用」。然而康、譚其實並不懂國家之間買賣疆土是怎麼回事。在康有為進呈給光緒帝的著作之一《日本變政考》裡，康有為舉了庫頁島（日本人稱樺太島）劃俄和阿拉斯加售美兩個例子，來證明其賣疆土搞變法的理念是正確的。然而日俄《樺太千島交換條約》並非如康氏所言，不是日本政府在「賣地」，而是日俄兩國的一次邊界勘定。至於出售阿拉斯加，其目的並不是為了賣錢來處理內政，其所得亦非如康有為所說，賣了「金錢數萬萬（億）」（實際上僅賣了720萬美元），更沒有拿來「築鐵路、興學校、購鐵艦、增海軍」。批評者指出，康有為在進呈給光緒的著作裡如此扭曲史實，或是其本就一知半解，或是刻意曲解以引誘光緒贊同賣疆土搞變法——考慮到康氏畢生為學，如梁啟超所言，常好博求異，為證成己論，不惜抹煞事實，曲解證據，恐後者之可能性更大。

### 明定國是
1898年6月10日，光緒令翁同龢起草《明定國是詔》，送呈慈禧審查，得到批准，於6月11日（農曆四月二十三日）頒布《明定國是詔》，表明變革決心，百日維新由此開始。
光緒並召袁世凱來京，下旨進行新政整頓在軍事上，陸軍改練洋操，並開始一系列的改制：
 國家振興庶政，兼採西法，誠以為民立政，中西所同，而西法可補我所未及。……今將變法之意，佈告天下，使百姓咸喻朕心，共知其君之可恃，上下同心，以成新政，以強中國，朕不勝厚望焉。 
6月13日，翰林院侍读学士徐致靖上《国是既定，用人宜先，谨保维新救时之才。请特旨破格委任折》一折，保荐康有为、谭嗣同、张元济、黄遵宪、梁启超五人。6月16日，光緒首次召見康有為。據傳康有為入殿前，碰到剛剛接到直隸總督任命的榮祿，榮祿問：「以子之大才，亦將有補救時局之術否？」康有為答：「非變法不能救中國也。」榮祿問：「固知法當變也。但一二百年之成法，一旦能遽變乎？」康有為答：「殺幾個一品大員，法即變矣！」康有為覲見光緒帝時，開宗明義說：「大清快要滅亡了。」光緒答這是保守官員所累，康有為指靠那些官員推動改革，等如緣木求魚，康有為用了大量的時間，力陳變革之必要。這是光緒與康有為首次會面、亦是唯一一次，數日後，光绪調任他為總理事務衙門章京行走，但是官位僅至六品，而康有為早於3年前已經是六品官。
隨後在7月3日，光緒又召見梁啟超，並且僅委派其出任六品官的辦理譯書局事務。梁啟超獲得任命後，離開北京，沒有再次參與新政。在整場百日維新中，僅康有为、梁启超見過光緒一次，其它人都没有见过光绪。

## 變法內容

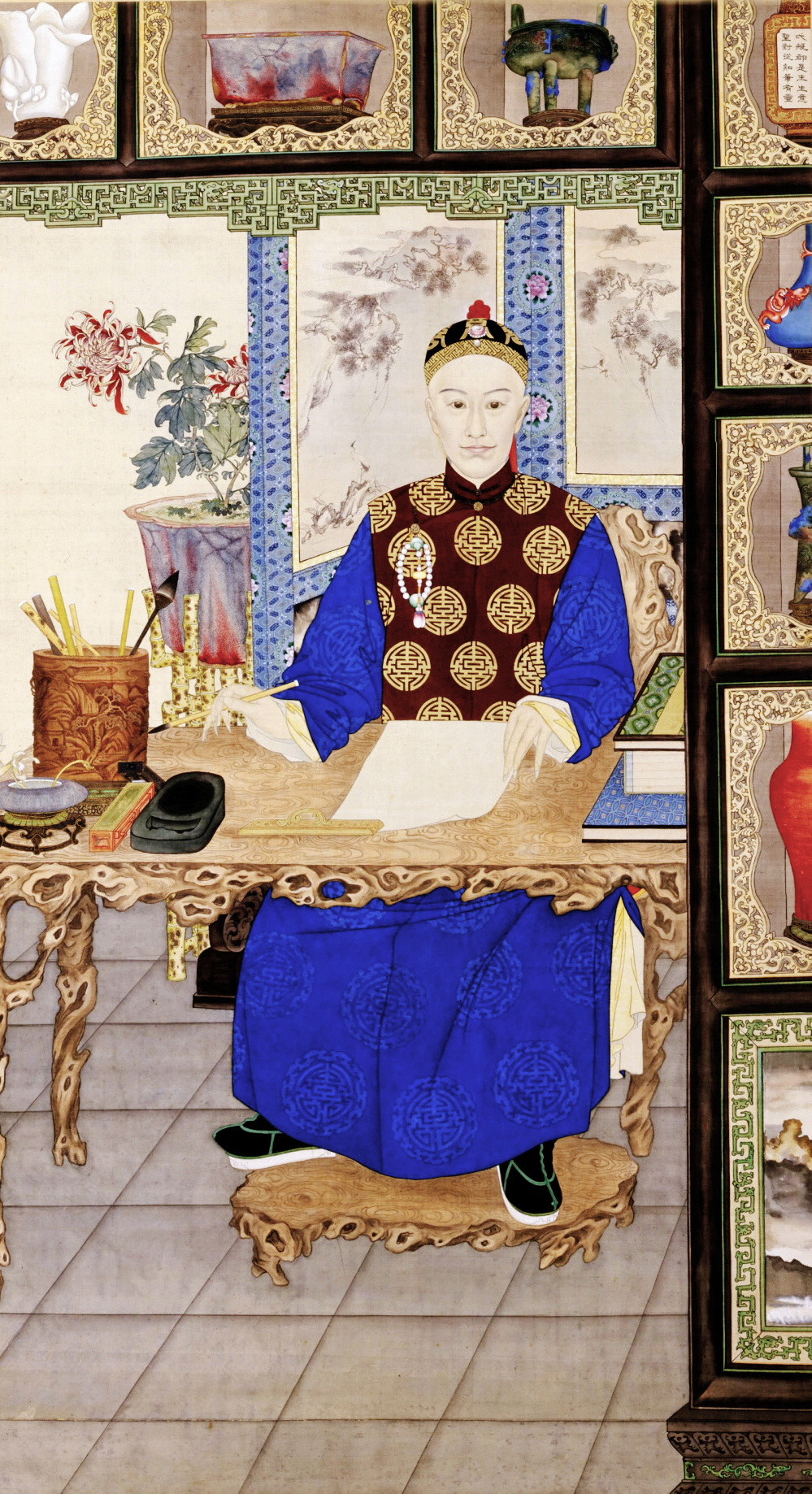
光緒于公元1898年起用康、梁兩人等推行新政，并以谭嗣同等四军卿架空原有的军机大臣，受到保守派的反对。

新政內容主要涵蓋教育及軍事等多方面的政策和體制。其最終目標，是推行君主立憲制。康有為向光緒皇帝贈送自己的著作《日本變政考》和《俄羅斯大彼得變政記》，還有李提摩太翻譯的《泰西新史攬要》和其他有關各國改革的書。這令光緒傾向以明治維新為改革的藍本。

### 教育改革
這是維新派最重視的地方，細節包括：
- 舉辦京師大學堂
- 所有書院、祠廟、義學及社學一律改為兼習中西學的學堂
- 各省設高等學堂，府城設中學，州縣設小學
- 鼓勵私人開辦學堂
- 設立翻譯、醫學、農、商、鐵路、礦、茶務及蠶桑速成學堂
- 派遣皇族宗室出國遊歷，挑選學生到日本遊學
- 廢八股文、鄉試會試及生童歲、科考試，改考歷史、政治、時務及四書五經，以及定期舉行經濟特科
- 設譯書局
- 頒發著書及發明給獎章程，保薦格致人才

### 經濟建設
康有為強調中國必須以工商立國，才能富國養民；另外因為官辦企業多有弊病，故此也著重鼓勵民辦企業。
- 設鐵路礦務總局、農工商總局，並且在各省設分局
- 廣泛開設農會，刊印農報，購買農具，訂立獎勵學藝、農業程序，編譯外國農學書籍，採用清西各法切實開墾
- 頒發製器及振興工藝給獎章程
- 在各地設立工廠
- 在各省設商務局、商會，保護商務，推廣口岸商埠
- 開放八旗經商的禁令，命其學習士農工商自謀生計
- 倡辦實業，促進生產

### 軍事
- 改用西洋軍事訓練
- 遣散老弱殘兵，削減軍餉須支，實行團練，裁減綠營，舉辦民兵
- 頒發興造槍砲特賞章程
- 籌設武備大學堂
- 武科停試弓箭騎劍，改試槍炮
- 允許私人開設軍事工廠，製造軍火

### 政治
- 裁減冗官和重疊機構
- 設置京卿學士，以集思廣益
- 准許地方官與士民上書
- 更改上海《時務報》為官報，創設京師報館
- 解除报禁（允许民间创立报馆）
- 按月分類列名每年收支

康有為還有好些未發表的新政，如尊孔聖為國教、立教部及教會、以孔子紀年、制訂憲法、開國會、君民合治、滿漢平等、皇帝親自統帥陸海軍、改年號為維新、斷髮易服及遷都上海等。根據康有為表示，自君民合治以下的新政都得到了光緒的同意。

## 慈禧默許
後世史家評價戊戌變法時，常形容光緒帝希望藉此掌權，但是此種說法歷來受到爭議。6月15日，也就是戊戌變法進入到第5日，慈禧要求光緒連下三道上諭：一、下令免去帝師翁同龢的協辦大學士及軍機大臣等職務，逐回原籍；二，凡授任新職的二品以上大臣，須到皇太后面前謝恩；三，任命慈禧親信榮祿出任直隸總督。從6月16日到24日，慈禧又要求光緒任命崇禮為步軍統領，懷塔布掌管圓明園八旗、包衣三旗及鳥槍營，剛毅掌管健銳營，光緒並無軍事大權。
從戊戌年農曆四月一日至七月二十八日，在117日內，光緒皇帝與太后同住69天、請安68次、侍早膳32次、侍晚膳22次及侍看戲15次。百日維新期間，光緒12次前往頤和園請安。其時光緒下詔書時，亦多寫有「朕欽奉慈禧……皇太后懿旨」。6月11日至9月20日，軍機處一共向慈禧太后上呈折、片、呈及書等共計462件，單日最高紀錄上呈29件。
康有為向光緒帝贈送自己的著作《日本變政考》、《俄羅斯大彼得變政記》、李提摩太翻譯的《泰西新史攬要》及其他有關各國改革等書，這些書在光緒帝到頤和園向慈禧請安時，都曾向慈禧報備，慈禧也曾閱覽過這些書籍，並詢問光緒帝的意見。光緒帝對於康有為的變法十分贊同，而慈禧在經歷甲午戰爭敗給日本的慘痛教訓後，默許康有為推動的改革。
當時的軍機大臣禮親王世鐸、剛毅、錢應溥、廖壽恆和王文韶，除了廖壽恆暗中支持改革外，其他大臣要不就頑固抵制或者明哲保身。軍機大臣剛毅就因改革遭到光緒帝革除，讓剛毅相當不滿。甚至到頤和園向慈禧太后哭訴，請求太后重新訓政。不過當時軍機大臣的任免，還是需由慈禧太后批准，因此有部份的軍機大臣在變法中遭到革除，多少也是慈禧太后的默許。
6月16日，慈禧太后命咸豐帝老臣刑部尚書崇禮代理步軍統領。6月25日，慈禧太后再命懷塔布管理圓明園官兵，剛毅管理健銳營。懷塔布跟剛毅重任軍機大臣的原因，在於光緒帝變革過於急躁，官員革除不少，慈禧擔心影響國家官員任免問題，因此慈禧太后不同意光緒帝革退某些官員。

## 发生摩擦
9月1日，禮部主事王照疏請光緒帝遊歷日本等國，以考察各國情況。懷塔布、許應骙不肯代送。王照彈劾他並到堂親遞，懷塔布不得已允許其代奏。許應骙則上奏彈劾王照「咆哮署堂，藉端挾制」。
9月4日，光緒下令將懷塔布、許應骙、堃岫、徐會灃、溥頲、曾廣漢等阻礙變法的禮部六堂官革職。王照賞給三品頂戴，以四品京堂候補，用昭激勵。懷塔布的妻子與慈禧太后有親戚關係，遂向慈禧哭訴。
9月5日，光緒召見譚嗣同，並命譚與劉光第、楊銳、林旭以四品卿銜在軍機章京上行走。
9月11日，光緒帝召直隸按察使袁世凱來京陛見。湖南舉人曾廉上書請殺康有為。
9月13日，光緒帝擬開懋勤殿，設顧問官，慈禧太后不允。光緒帝手諭楊銳以變法之難，命康有為等詳細籌議。
9月14日，直隸按察使袁世凱抵北京。前日本首相伊藤博文經天津抵京。
9月16日（八月初一），光緒在頤和園召見統率新建陸軍的直隸按察使袁世凱，面談後昇任他為侍郎候補。另一方面，直隸總督榮祿以英俄開戰，催袁急回天津。畢永年與譚嗣同議軟禁太后事。
9月17日（八月初二），光緒帝再召見袁世凱，命與直隸總督榮祿各辦各事。光緒命康有為即離京赴上海督辦官報局，傳通過楊銳帶給康有為密詔。
9月18日（八月初三），御史楊崇伊上書慈禧，稱大同學會蠱惑士心，紊亂朝政，引用東人，深恐貽禍宗社，籲懇皇太后即日訓政以遏亂萌。據袁世凱的日記，之後譚嗣同於9月18日去法華寺夜訪袁世凱，透露慈禧聯同榮祿，要廢黜光緒；並說皇上希望袁世凱可以起兵勤王，誅殺榮祿及包圍慈禧住的頤和園。兩日後（9月20日），袁世凱回到天津，將譚嗣同的計劃向榮祿報告；另有說法，說是袁世凱離京前密告給軍機大臣禮親王世鐸。刘体智在所著《异辞录》卷三《袁世凯报密》如此写道——

帝既親政，朝廷大事，慈聖初不與聞。甲午戰役，知其必敗，苟不遽至於亡國，猶忍弗言焉，則下此者可知矣。安維峻奏事，明明離間母子，而如弗聞焉，則等此者可類推已。然維新急進之徒，未能惟所欲為，終不得志。項城至京，譚嗣同往見，人心疑貳，於是有頤和園脅皇太后之風說。未幾，項城果授侍郎，不復受直督節制，說者謂為有因。或奔告直督榮文忠，文忠使折歸，而由慶邸上達，且調聶軍駐津防變。項城過西沽，見戎幕棋布於鐵路側，心知有異，趨詣榮文忠報密。慈聖聞之，即夕還宮，翼日，下臨朝訓政之詔。尋逮治康廣仁、楊深秀、楊銳、劉光第、譚嗣同、林旭諸人，盡反帝變政之所為。[本朝]垂簾之制，遂與國同休。
也有学者指出庆亲王奕劻就是跟慈禧策划布置戊戌政变的人——

其一，戊戌政变“全由庆王布置”。
在戊戌政变的关键时刻，奕劻挺身而出，帮了慈禧大忙。此中情节，正如戊戌九月二十三日，蔡金台致李盛铎书所云：
自七月下旬，即得至确之耗于云中，且属为之谋参奏。以告再芸，不之信。且行急无暇，间语问刍，则问刍已数言于清河，已拟发矣。而庆邸言宫中固无恙，遂复止，乃转以属之杨莘伯。盖惜足下之不与也。会袁世凯来，而谭嗣同说以调兵，入见语亦云然。袁乃密白略园。电庆邸达之。而杨莘伯乃手训政疏叩庆邸，俱赴湖呈递。时慈意以为此等大政，必有联章，乃成规模，且须大臣言之。莘伯乃告其师王仁和。仁和以书戒之，有“无牵帅老夫”语。[39]
对晚清掌故了若指掌的邓之诚先生，在解读此密札时指出：
世间记戊戌事，多传闻之辞，时日先后，不免颠倒。唯此所述政变全由庆王布置，最关筋节。其他亦较为得实，盖金台亦在事之人也。[40]

邓之诚先生说，戊戌政变传闻满天飞，“唯此所述政变全由庆王布置，最关筋节”。邓氏所言，可谓一语中的。奕劻乃是筹划戊戌政变的核心人物。

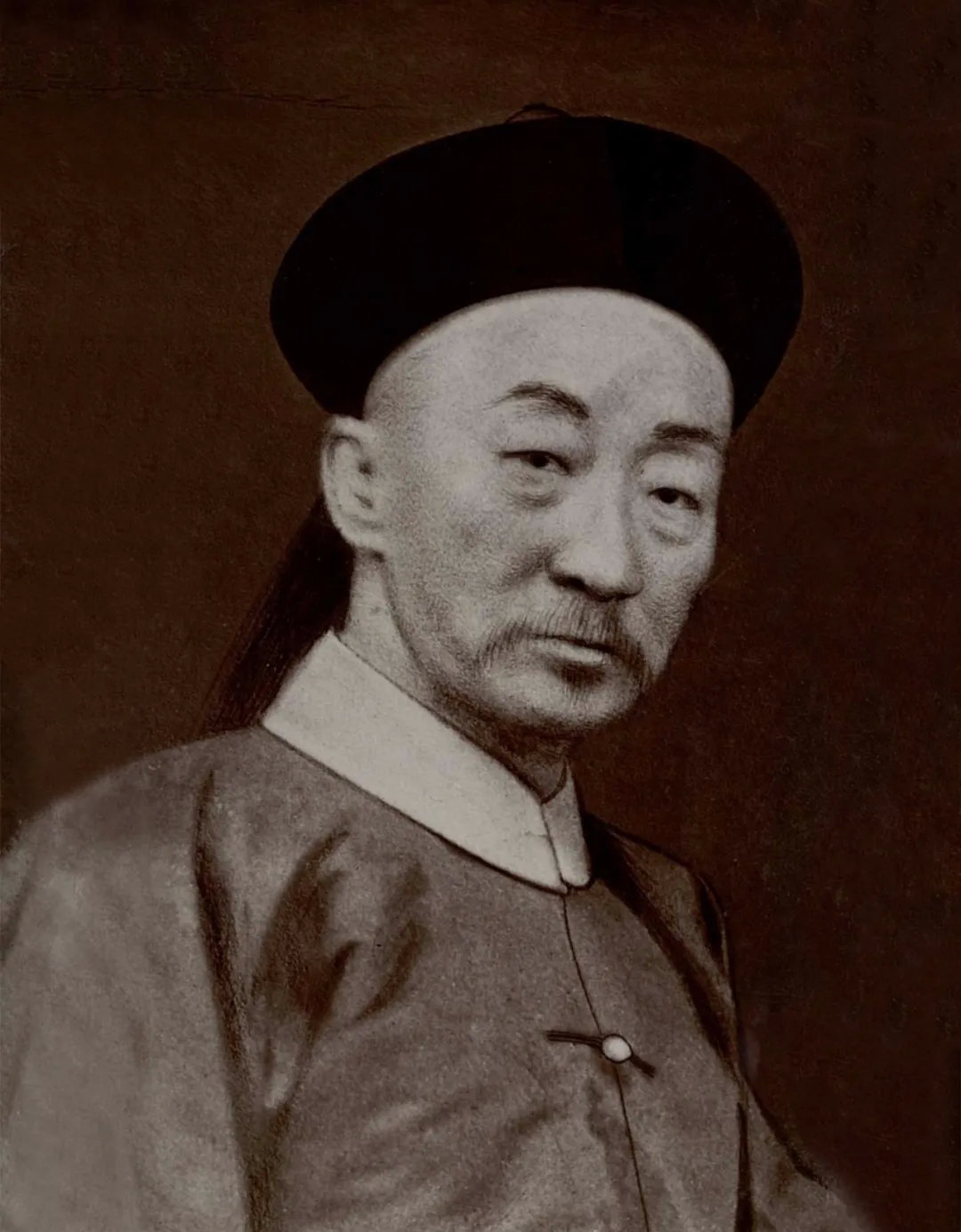
榮祿曾表示反对康有为所主张的变法，他在公元1898年9月20日回京，参与扼殺戊戌變法，为慈禧太后提供武力支持

## 政變
9月19日（八月初四）傍晚，慈禧突然離開頤和園，返回大內。光緒帝自是日起遷居瀛台。康有為訪英國傳教士李提摩太，請英國公使相助，不成；又訪伊藤博文，請遊說慈禧太后。當晚黃紹箕勸康有為迅速離京。深夜，梁啟超、康廣仁等懇求康盡快出走。
9月20日（八月初五）凌晨，康有為攜僕人李唐離京。光緒皇帝第三次召見袁世凱，之後袁回天津。慈禧太后、光緒皇帝接見日本前首相伊藤博文，當天深夜又接到榮祿密報，說光緒帝欲軟禁慈禧。
9月21日（八月初六）凌晨，慈禧太后臨朝，宣佈戒嚴，火車停駛，率衛隊軟禁光緒帝於中南海涵元殿，廢除新政，搜捕維新黨人，然後下詔慈禧訓政。當天步軍統領率兵圍南海會館宅，搜捕康有為未獲，但在此拿獲康廣仁和康的弟子程大璋、錢維驥。之後又搜查了粵籍官僚張蔭桓寓所，沒有發現康有為，將張逮捕。
9月24日（八月初九），剛毅奉慈禧諭令開始搜捕四軍機章京等變法份子。楊銳、林旭當日被捕。劉光第投案自首。楊深秀因詰問慈禧太后為何罷黜光緒帝，在聞喜會館住處被捕。
9月25日（八月初十），譚嗣同在瀏陽會館被捕。“軍機四卿”等新黨不審而誅，學界對基本情況已經澄清。此事系由榮祿的僚屬貽谷上疏所引發，這天貽谷上疏請求從速處置新黨。
戊戌政變結束了只有一百零三天的維新，所有新政，除京師大學堂外，一律都被廢止。廢止的原因，則是牽涉康有為對外宣稱的光緒帝「密詔事件」。因此事件，讓已宣佈訓政的慈禧太后，受到各界質疑訓政的正當性，擔憂被事件所影響，於是之後便發生廢光緒帝的「己亥立儲」事件，遭到各國反對，使慈禧對外國列強不滿而仇視洋人，所有新政因此終止。
維新黨人中，康有為早離開北京，梁啟超逃入日本使館。其他數十人被捕，包括稱為「戊戌六君子」的譚嗣同、杨锐、林旭、劉光第、楊深秀、康廣仁，六人於9月28日被处死於菜市口法場，剛毅親自監斬。徐致靖被處以終身監禁（庚子之亂後得赦免）；張蔭桓則流放新疆，后于1900年被处死于当地。
從以上時序及史料可推斷，慈禧在居於頤和園期間一直對帝黨的計劃掌握若干情報。若要說在過程中向慈禧一方告密，致引發政變之關鍵人物，則應非楊崇伊莫屬。反觀袁世凱在事件中，極其量僅可稱為事泄保身，並非關鍵泄密者。
而且，恽毓鼎在其《崇陵传信录》如此分析戊戌政变内情——

甲午遼東喪師，上憤外難日追，國勢阽危，銳欲革新庶政致富強。環顧樞輔大臣，皆庸懦玩愒，無動為大，無足與謀天下大計者。南海康有為，甲午公車一再上書，上固心識之。戊戌四月，常熟罷去，朝局漸變，張閣學百熙、徐學士致靖先後疏薦有為。召見，以日本改制維新之說進，上大悅。是時二品以上大員黜陟，皆須詣頤和園取進止，上不得自專，故康僅以工部主事在總理事務衙門行走。其門人舉人梁啟超，僅領譯書局，而樞輔閣部大臣，固無力去之也。其時廣開言路，庶民皆得實封言事。禮部主事王照疏陳四事，請上遊歷東西洋各國。尚書懷塔布、許應騤等抑不為代奏，堂司交哄。事聞於朝，上正思藉事黜一二守舊大臣，以厲威而風眾，聞之震怒，特詔革禮部六堂職，破格拔少詹事王錫蕃、翰林院侍讀學士徐致靖署左右侍郎。舉朝知上意所在，望風而靡。懷之妻素侍頤和宴遊，哭訴於太后，謂且盡除滿人，太后固不善上所為矣。會上特擢譚嗣同、楊銳、劉光第、林旭參贊軍機事，專理新政，時謂之「四貴」，樞輔咸側目。譚、楊憤上之受制，頗有不平語。上手詔答之，大略謂：頑固守舊大臣，朕固無如之何，然卿曹宜調處其間，使國可富強，大臣大掣肘，而朕又上不失慈母之意，否則朕位且不保，何有於國？（此詔宣統元年，楊銳之子繳呈監國，命付實錄館。）於是蜚語浸聞，西朝御史楊崇伊、龐鴻書揣知太后意，潛謀之慶親王奕劻，密疏告變，請太后再臨朝。袖疏付奕劻，轉達頤和園。八月初四日黎明，上詣宮門請安，太后已由間道入西直門，車駕倉皇而返。太后直抵上寢宮，盡括章疏，攜之去。召上，怒詰曰：「我撫養汝二十餘年，乃聽小人之言謀我乎！」上戰慄不發一語，良久囁嚅曰：「我無此意。」太后唾之曰：「痴兒今日無我，明日安有汝乎！」遂傳懿旨，以上病不能理萬機為辭，臨朝訓政，凡上所興革悉反之。（政變各節，凡已見官書及外間記載者，概略之，以此錄非政紀也。）譚、楊、劉、臨及康廣仁之死，御史黃桂鋆實促之，疏謂該員罪狀已明，可無事審訊。說者謂桂鋆恐對簿時牽及聖躬也。於是士大夫畏新政如虎，談之色變。八月前內外所保人才，不能不入都，至者猶召見，見後皆報罷云。

## 失敗原因

### 早期探究
早期的評論認為，戊戌政变的深层原因是满汉之争，慈禧并不一定反对维新，但变法与“满洲统治”这一根基相抵触，随着变法运动的激进化，康有为上奏在华东建设新都，剪掉辫子，改穿西式服装，改元維新（参《请断发易服改元折》），意味着脱离清兵入关后在北京周边设定的旗地、八旗等满人势力，轉向对外开放之地上海，断发、易服、改元意味着对祖法即二百五十年来的清朝统治的全盘否定，因此唤起了满洲人的抗拒。当时一封致英国代理上海总领事白利南的信中称：“到光绪意欲改变中国辮子风俗的诏令一传出（据康说这是真的），旗人的不满达到顶点。对满人来说，割掉象征旗人征服汉人的辫子，等于否定旗人在中国的统治。
英国公使窦纳乐說道：“最近的一些事件确切表现出太后和旗人派对他们自身安全感到严重的惊恐，且视维新运动有害于旗人统治。维新新党的领袖都是汉人，在斥责康有为所组织的‘保国会’的上谕中，很有意义地指出，保国会志在保中国（國家）而不保大清（政權）。旗人在摧毁维新派时，能够博得多数汉族官員的赞同，或至少漠不关心，乃因为光绪采纳热心变法的青年一派的建议从事改革，不但危及他们的权力，甚至危及他们的地位。
康有為的弟弟康廣仁說：「伯兄規模太廣，志氣太銳，包攬太多，同志太孤，舉行太大。當地排者，忌者、擠者、謗者盈衢塞巷，而上又無權，安能有成？」

### 當今新探
香港大學博士區仲桃認為，慈禧與光緒早在康有為跟光緒策劃百日維新前已逐步推行改革，康有為的出現某程度上「破壞」了原本改革的進程。康有為提出改革的背後有個人的考慮，而且手法激進，譚嗣同更認為所有變革要流血才會成功。此外，康有為跟日本關係密切，力邀日本前首相伊藤博文（策劃中日甲午戰爭的主要人物）當光緒的顧問，康有為等人更策動暗殺慈禧，事情敗露後，康有為和梁啟超流亡海外，而譚嗣同則拒絕離開。慈禧聽聞光緒涉及謀害自己的計劃後感到十分震驚，此後在她有生之年對該事件絕口不提。另一方面，在國外的康有為竭力把慈禧和光緒描繪成今日一般人理解的模樣。
上海師範大學教授雷家聖指出：日本前首相伊藤博文在戊戌變法期間到中國訪問。當時英國傳教士李提摩太向變法派領袖康有為建議，要求清朝方面聘請伊藤為顧問，甚至付以事權，變法派官員在伊藤抵華後，紛紛上書請求重用伊藤，引起保守派官員的警惕。保守派官員楊崇伊甚至就事件密奏慈禧太后：「風聞東洋故相伊藤博文，將專政柄。伊藤果用，則祖宗所傳之天下，不啻拱手讓人。」楊崇伊的激烈言論，促使慈禧太后在9月19日由頤和園回到紫禁城，意欲瞭解光緒皇帝對伊藤有何看法。

伊藤與李提摩太又向康有為提議「中美英日合邦」，於是在康有為的授意下，變法派官員楊深秀於9月20日上書光緒：「臣尤伏願我皇上早定大計，固結英、美、日本三國，勿嫌『合邦』之名之不美。」另一變法派官員宋伯魯也於9月21日上書言道：
渠之來也，擬聯合中國、日本、美國及英國為合邦，共選通達時務、曉暢各國掌故者百人，專理四國兵政稅則及一切外交等事。
雷家圣认为，这是欲將中國軍事、財稅、外交等國家大權，交於外人之手，所以慈禧太后驚覺事態嚴重，當機立斷發動政變，重新訓政，結束了戊戌變法。雷家圣亦認為「合邦」为外国的阴谋，康有为在戊戌变法前即曾与日本人联系，要与日本人联合召开「两国合邦大会议」:129。戊戌变法开始后，李提摩太又向康有为建议中、美、英、日四国「合邦」，藉以对抗俄国，他指出，这在当时是完全不切实际的。但身为高级知识分子的李提摩太却向康有为提出这种建议，动机令人怀疑。康有为更向光绪建议要向李提摩太与伊藤博文「商酌办法」，则控制权将完全掌握在外人手中。因此李提摩太「合邦」的计划，可以说是一个外交的骗局，利用康有为等人对国际常识不足的弱点，诱骗康有为等人与光绪将交出军事、财政、外交等权力给外国人，任由外国操控宰割:154-155。
美國哈佛大學費正清中國研究中心研究員孔祥吉也认为：「拆穿了李提摩太的西洋镜，原来是一个赤裸裸的并吞中国的阴谋，……这一合邦计划幸好没有实行，倘若付诸实施，则半封建、半殖民地的中国无疑会成为对英美日等资本主义国家的附属国和殖民地。」戊戌政变之后，慈禧下令逮捕康有为，将宋伯鲁革职拿问，后又处死杨深秀等戊戌六君子，均没有提到他们有卖国通敌之罪。当时英、日正在中国东北与渤海进行军事活动，雷家圣认为一旦公布英、日涉及合邦计划，无异与英、日反目成仇，因此只能以含混之罪名带过:160-161。

## 袁世凱與戊戌變法成敗的關係

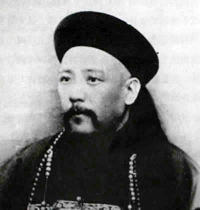
北洋首领袁世凱

袁世凱在1896年4月受到监察御史胡景桂的彈劾，指他在小站练兵时犯下「嗜杀擅权」、「克扣军饷」、「诛戮无辜」等多条罪状，荣禄当时视察新军，为新军军容所动，力保袁世凯，袁世凯才得以留任。1898年9月18日（八月初三）晚上，谭嗣同去法华寺夜访袁世凯，希望袁世凯可以起兵勤王，或禁锢慈禧等计划。但荣禄有恩于袁世凯，所以有观点认为袁世凯把譚嗣同的想法告訴给榮祿，結果戊戌變法失敗，光緒帝失去朝廷政權並遭軟禁。
但據近年根据历史资料考證，慈禧及榮祿等早有廢除新政的計劃，已經有所部署和防備。袁世凯告密一事的真实情况亦有诸多疑点，戊戌变法时袁世凯倾向“维新”并未主动告密。9月21日（八月初六）清廷颁布训政诏书，慈禧太后全面掌握政权。如果袁世凯告密，谭嗣同作为劝言袁世凯劫持或杀掉慈禧的人，罪不可赦，但上谕中只是要求捉拿康有为和康广仁，并未下令逮捕谭嗣同。同时，时间和技术也是问题，袁世凯9月20日（八月初五）抵达天津已是日落，赶到荣禄处已是夜间，即便当时告密，以当时的技术条件，荣禄根本无法及时赶回北京。可见慈禧太后政变并非由袁世凯告密所引起。根据袁世凯亲信张一麐所著《心太平室集》和荣禄亲信陈夔龙所记《梦蕉亭杂记》，真实情况应是9月21日（八月初六）晚袁世凯听到杨崇伊从北京带来的政变消息，袁世凯以为密谋已经泄露，为避免自己被牵扯上叛逆罪，于是将情况告知荣禄，而非主动告密。（有一说袁世凯离京前深思后密告给军机大臣礼亲王世铎，世铎再转告慈禧太后。）即便按照维新派原计划进行，袁世凱對於戊戌維新的成敗是否具有決定性的影响仍有爭議，因为以袁世凱當時掌握的新軍戰力，亦不足以對抗聽命於榮祿駐紮於北京附近的眾多部隊。

## 對中國政局的影響
戊戌政變後，光緒帝被慈禧太后幽禁在三面環水的南海瀛台。康有為逃至香港，後轉至加拿大，在光緒二十五年六月十三日（1899年7月20日）組織保皇會，又名中國維新會，頌揚光緒皇帝，鼓吹君主立憲，而梁啟超則逃至日本，創刊《清議報》，醜詆慈禧太后。
在康梁兩人出逃的時候，宮內傳來康有為毒殺光緒皇帝的消息，後來又傳光緒皇帝久病，由慈禧太后訓政。民間議論紛紛，中外盛傳光緒帝已不在人世。兩江總督劉坤一警告道：「人情危懼，強鄰環視，難免借起兵端。」時劉坤一挾兩湖張之洞同電，而張之洞臨時要求去掉名字。劉坤一遂獨自具章，慈禧覽畢無語。時任英國駐華公使竇納樂亦稱假若光緒帝去世，將為各國所不諒。結果大內允許法國使館醫生入宮中診治光緒帝，云無大礙。
守舊派大臣恐光緒帝怨於將來，紛紛慫恿慈禧太后廢掉光緒帝，再加上康有為逃亡海外後，宣稱握有光緒帝密詔，使慈禧太后的訓政受各界質疑，因此動了廢掉光緒帝的念頭，但議論未決。各國公使聽聞消息後，於元旦入覲詰問理由。慈禧太后恐引起列強干涉，為測試列強態度，遂依榮祿建議，於1900年1月24日，以光緒帝名義頒詔，稱其不能誕育子嗣，乃立端郡王載漪之子，15歲的溥儁為大阿哥，史稱己亥建儲。
不過該詔書一出，隨即令天下嘩然，1900年1月27日，上海電報局總辦經元善領銜通電要求光緒帝「力疾臨御，勿存退位之思」。簽名者有葉瀚、馬裕藻、章炳麟、汪貽年、丁惠康、沈藎、唐才常、經亨頤、蔡元培、黃炎培等1231人。同時發表《布告各省公啟》，要求各省共同力爭，「如朝廷不理，則請我諸工商通行罷市集議」。各國公使認為立儲事件影響中國形勢穩定，隨之提出警告，拒絕入賀。
因為戊戌政變後，列強協助康有為和梁啟超逃往國外，使慈禧太后與守舊派大臣對列強產生怨恨。也因此對義和團（前稱義和拳）採放任態度，終釀成八國聯軍入侵的大禍（見劉坤一等人發起的東南聯保運動）。
戊戌政變後維新黨人成為了被官府緝捕的罪犯，他們與革命黨人在日本相會，當時宮崎滔天、犬養毅、以及其他熱心「支那問題」的日本浪人，皆努力撮合同在日本的「興中會」（孫中山）與「維新派」（康有為），希望兩黨能攜手一同造反。戊戌政變直接導致1900年夏維新派與革命黨嘗試合作，趁義和團事件及八國聯軍時發動自立軍起義。此維新起義失敗後，代之而起的是主張推翻滿清，激烈變革，推翻原有制度和政府的革命者，最後清朝亦畫上句號。

### 引用
1. ↑  .   [2020-06-29]. （原始内容存档于2021-03-12）.
2. ↑  徐中約《中國近代史》，374頁
3. ↑  谭嗣同欲“尽卖西藏于英吉利” （页面存档备份，存于），騰訊歷史，2013-09-25，第215期
4. ↑  《明定國是詔》：「數年以來，中外臣工講求時務，多主變法自強。邇者詔書數下，如開特科，汰冗兵，改武科制度，立大小學堂，皆經再三審定，籌之至熟，甫議施行。惟是風氣尚未大開，論說莫衷一是，或托於老成愛國，以為舊章必應墨守，新法必當擯除，眾喙嘵嘵，空言無補。試問今日時局如此，國勢如此，若仍以不練之兵，有限之餉，士無實學，工無良師，強弱相形，貧富懸絕，豈真能制挺以撻堅甲利兵乎？朕維國是不定則號令不行，極其流弊，必至門戶紛爭，互相水火，徒蹈宋明積習，於是政毫無補益，即以中國大經大法而論，五帝三王不相沿襲，譽之冬裘夏葛，勢不兩存。用特明白宣示，嗣後中外太小諸臣，自王公以及士庶，各宜努力向上，發憤為雄，以聖賢義理之學植其根本，又須傅采西學之切於時務者，實力講求，以救空疏迂謬之弊。專心致志，精益求粹，毋徒襲其皮毛，毋競騰其口說，總期化無用為有用，以成通經濟變之才，京師大學堂為各行省之倡，尤應首先舉辦，著軍機大臣，總理各國事務王大臣會同妥速議奏，所有翰林院編檢，各部員司員，大內待衛，候補候選道府州縣以下及大員子第，八旗世職，各省武職後裔，其願入學堂者，均准入學肄業，以期人材輩出，共濟時艱，不得敷衍因循，徇私援引，致負朝廷諄諄告誡之至意。」
5. ↑  清史稿‧德宗本紀二，頁351-352
6. ↑  茅海建. . 社会科学研究. 2008-11-18, (2008年第05期): 140-145. ISSN 1000-4769.
7. ↑  蘇繼祖《清廷戊戌朝變記》
8. ↑  《晚清有個李鴻章》，趙焰著，2009年7月20日版
9. ↑  學者楊天石認為光緒帝罷免翁同龢不是被迫的，參見楊天石《翁同龢罷官問題新探 （页面存档备份，存于）》，北京日報，2005年10月31日。
10. 1 2  《戊戌變法史事考》，茅海建著
11. ↑  .   [2020-04-23]. （原始内容存档于2021-03-12）.
12. ↑  .《近代史研究》2011年第5期，孔祥吉著；所应用的注解为“[39]邓之诚著，邓珂点校：《骨董琐记全编》，北京出版社，1996年版，第602，604页。[40]邓之诚著，邓珂点校：《骨董琐记全编》，第602-604页。”
13. ↑  張一麐在《心太平室集》卷八記袁世凱初五日返天津，隔一天後，御史楊崇伊來到天津，向榮祿報告消息，袁告密時，楊崇伊已在榮祿處
14. ↑  《戊戌变法》III，第537页。窦纳乐致外交大臣，1898年10月13日
15. ↑  《戊戌变法》III，第532页
16. ↑  .   [2017-05-13]. （原始内容存档于2018-11-16）.
17. ↑  區仲桃, 有另一種歷史  的存檔，存档日期2016-09-23., 澳門日報, 2016-3-21
18. 1 2 3 4 5  雷家聖《失落的真相：晚清戊戌政變史事新探》，台北:五南出版社，2016年。
19. ↑  .   [2013-07-07]. （原始内容存档于2013-11-02）.
20. ↑  楊崇伊〈掌廣西道監察御史楊崇伊摺〉，《戊戌變法檔案史料》，北京中華書局，1959，p.461.
21. ↑  楊深秀〈山東道監察御史楊深秀摺〉，《戊戌變法檔案史料》，北京中華書局，1959，p.15.
22. ↑  宋伯魯〈掌山東道監察御史宋伯魯摺〉，《戊戌變法檔案史料》，北京中華書局，1959，p.170.
23. ↑  孔祥吉：《康有为变法奏议研究》，辽宁教育出版社，1988，第 422-423页。
24. ↑  陈夔龙·《梦蕉亭杂记》
25. 1 2 3 4  . 凤凰网. 2009年6月21日  [2012年3月25日]. （原始内容存档于2011年11月27日）.
26. ↑  姜鸣著《关于袁世凯告密的新史料》
27. ↑  有關日本人對中國革命的影響可參閱：John King Fairbank（費正清），The Cambridge History of China, Vol. 11: Late Ch'ing 1800–1911, Part 2, Cambridge University Press, 1980。中國社會科學院歷史研究所編譯室譯，《劍橋中國晚清史》，中國社會科學出版社，一九八五，下冊，第六章〈日本與中國的辛亥革命〉。
28. ↑  有關日本人實際接觸中國維新黨人與革命黨人可參考：《中山先生與國際人士》，上冊與下兩。還可參考：馮自由，《中華民國開國前革命史》（一九二八，世界書局重印，上下兩冊，二○一一），冊一，〈革命黨與日本志士之關係〉

## 外部連結
- 張灝：〈再認戊戌維新的歷史意義 （页面存档备份，存于）〉。
- 黄汉青：〈维新派近代民权学说的历史演进 （页面存档备份，存于）〉。
- 孫隆基：〈從「天下」到「國家」──戊戌維新一代的世界觀 （页面存档备份，存于）〉。
- 王汎森：〈戊戌前後思想資源的變化：以日本因素為例 （页面存档备份，存于）〉。
- 余英時：〈戊戌政變今讀〉（2009年）
- 汪荣祖：〈论戊戌变法失败的思想因素 （页面存档备份，存于）〉。
- 孔祥吉：〈一个日本书记官见到的康有为与戊戌维新 （页面存档备份，存于）〉。